# Piazza Grande (Livorno)
Piazza Grande è una piazza posta nel centro di Livorno e sulla quale sorgono alcuni importanti edifici quali il Duomo ed il Palazzo Grande.
Prima dei bombardamenti della seconda guerra mondiale e della successiva ricostruzione aveva un'estensione maggiore rispetto a quella attuale, giungendo fino al Palazzo Comunale.
Per la sua bellezza ed armonia la piazza ispirò Inigo Jones, padre dell'architettura rinascimentale inglese, per il disegno del Covent Garden in Londra, la prima piazza di forme regolari della capitale britannica. Si ritiene che la piazza Grande sia stata presa a modello anche dalla place des Vosges di Parigi, importante esempio di place royale nell'ambito del barocco francese.

## Storia

### La piazza della città medicea

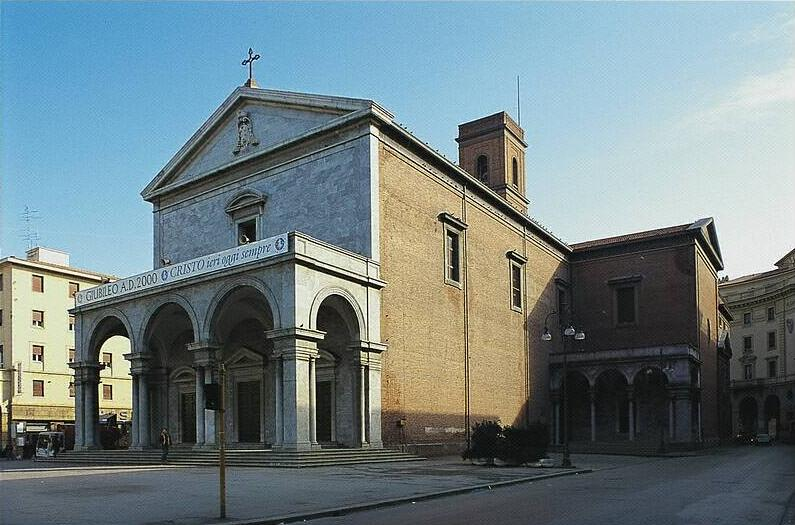
Il Duomo

Le origini di piazza Grande vanno ricercate nel progetto buontalentiano per la città medicea di Livorno.
Il disegno, avviato a partire dalla fine del Cinquecento, prevedeva la realizzazione di un abitato a forma pentagonale, circondato da un sistema di fossi e bastioni.
Il progetto originario di Buontalenti disponeva le strade secondo una maglia ortogonale, senza dare precise indicazioni sulle nuove edificazioni e sulle piazze.
Tuttavia, intorno al 1594, furono avviati i primi studi per la realizzazione di una piazza d'armi (l'attuale piazza Grande) nell'esatto centro dell'abitato, con la costruzione, a margine di questo spazio, di una grande chiesa (in seguito divenuta il Duomo della città).
Lo stesso Buontalenti avviò un primo disegno per la nuova chiesa, le cui fondamenta furono gettate tra aprile e maggio del medesimo anno.
Abbandonato questo primo progetto, la chiesa fu modificata e completata intorno al 1602 ad opera di Alessandro Pieroni.

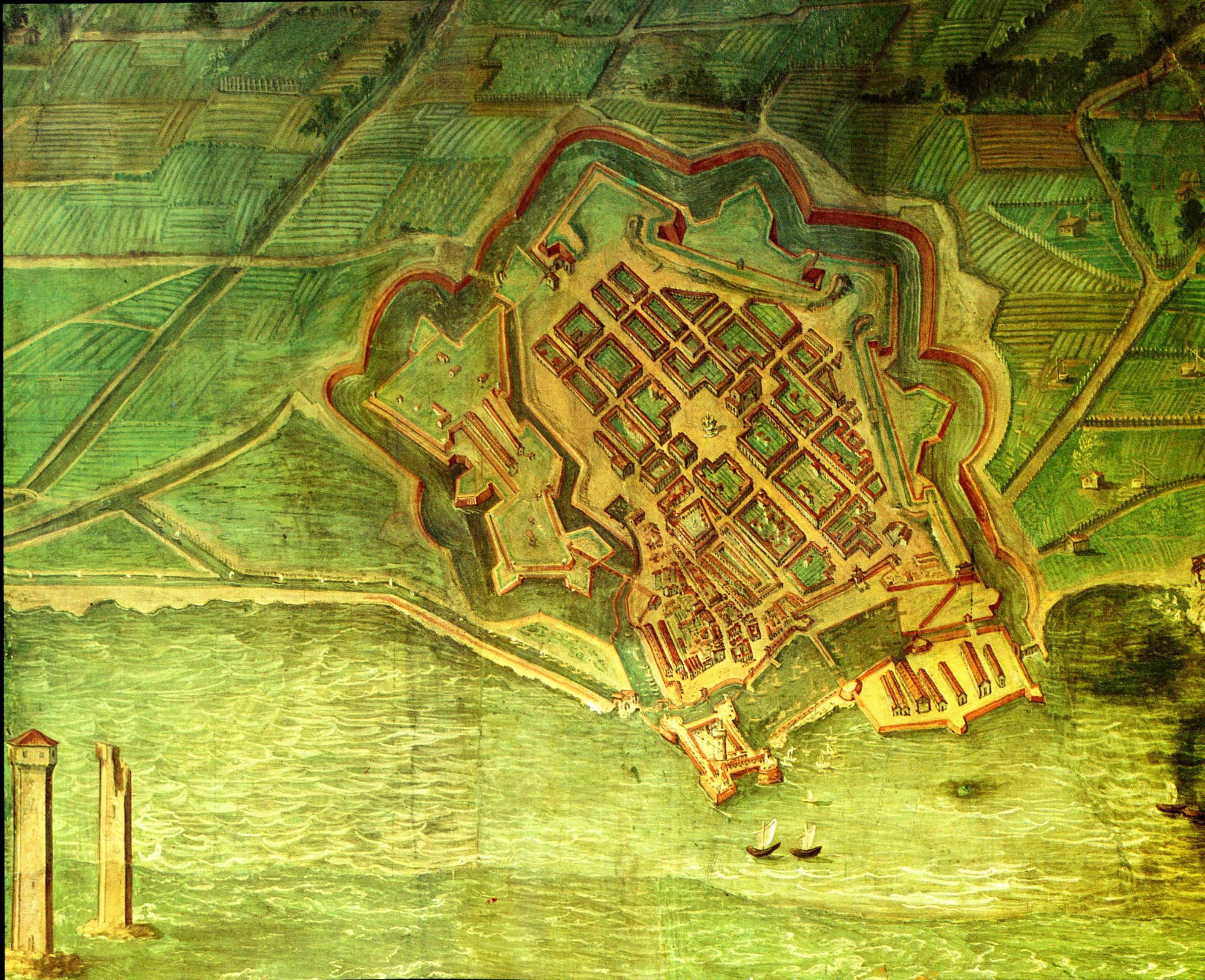
Livorno dipinta da Bernardino Poccetti

Frattanto, sul finire del Cinquecento, fu decisa la realizzazione di uno spazio porticato intorno alla facciata della chiesa, per il quale è noto uno studio dello stesso Pieroni.
Ciononostante, egli, presente in molti importanti cantieri dell'epoca, generalmente non disponeva di una propria autonomia progettuale, limitandosi al ruolo di disegnatore e quindi di esecutore.
Di conseguenza risulta difficile attribuire la piazza ad un preciso architetto, ma sembrerebbe piuttosto il frutto di diverse collaborazioni.
Probabilmente, nelle intenzioni originarie dei progettisti, la piazza avrebbe dovuto delimitare uno spazio quadrato attorno al Duomo, come mostrato in un affresco eseguito da Bernardino Poccetti intorno al 1609 per la Sala di Bona del Palazzo Pitti; la conformazione planimetrica ad "L" dei quattro portici sorti intorno alla chiesa dimostrerebbero per alcuni la volontà di definire una piazza più raccolta lungo l'allora via Ferdinanda (attuale via Grande).
In realtà le nuove costruzioni sorte a partire dai primi anni del Seicento si limitarono ad allinearsi agli edifici posti ai margini della piazza, andando quindi a formare uno spazio di dimensioni fortemente allungate, chiuso a sud dalla mole del Duomo e, sul lato settentrionale, dalla presenza del cosiddetto "Porticciolo dei Genovesi", una piccola darsena la cui configurazione, sebbene risalga all'epoca del granduca Ferdinando, viene tradizionalmente retrodatata al XV secolo dalle guide storiche.

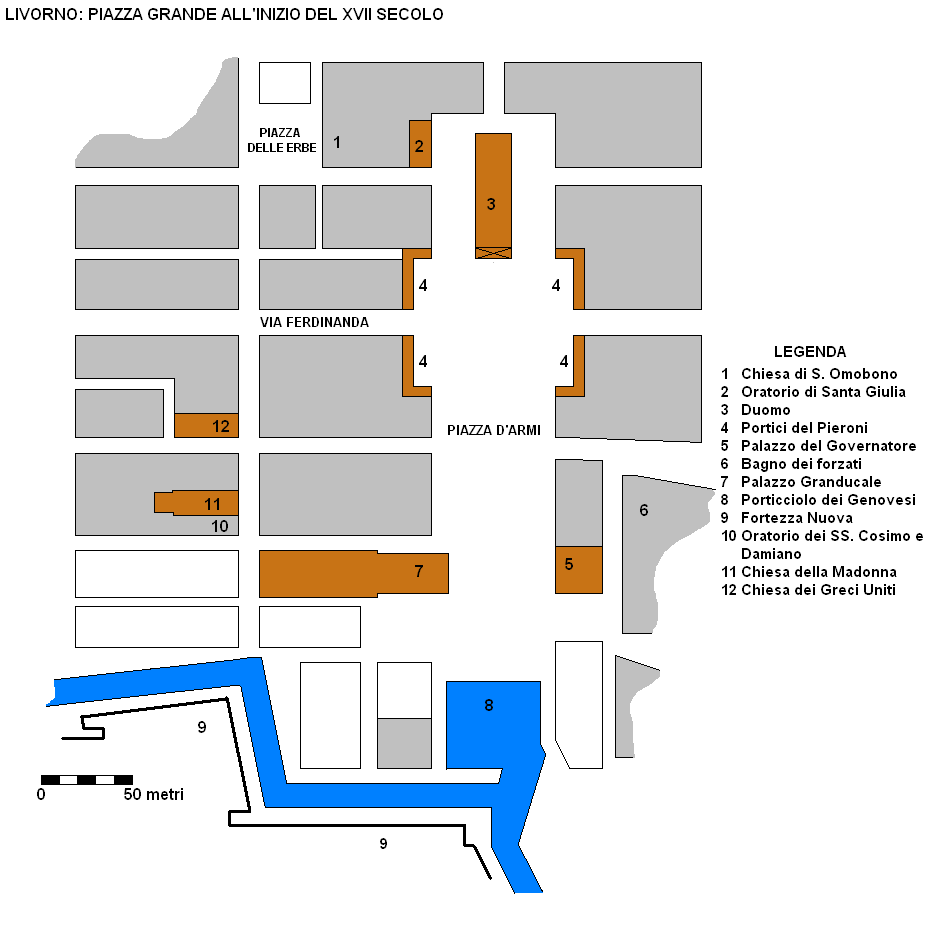
Piazza Grande all'inizio del XVII secolo

Ai lati della suddetta darsena furono innalzate le principali sedi del potere pubblico: il Palazzo Granducale, il Palazzo del Governatore, la sede della Dogana e, successivamente, il Palazzo della Comunità.
Il Palazzo Granducale fu edificato nei primi anni del Seicento su progetto di Antonio Cantagallina e successivamente, intorno al 1629, fu ampliato con l'aggiunta di una facciata porticata aperta lungo la piazza d'Armi.
Sul lato opposto si trovava il Palazzo del Governatore, costruito nel 1608 e ingrandito nel 1640, prima di essere di nuovo riedificato nel 1840 su progetto dell'architetto Giuseppe Caluri.
L'edificio della Dogana invece delimitava il lato occidentale del cosiddetto "Porticciolo dei Genovesi"; costruito alla metà del XVII secolo su disegno di Annibale Cecchi, fu utilizzato come dogana fino al 1868, per poi ospitare la sede della cosiddetta "Borsa di commercio".
Più tardo invece il Palazzo della Comunità o Comunale che assunse l'aspetto definitivo solo nel XVIII secolo ad opera di Giovanni del Fantasia; ubicato tra il Palazzo Granducale e la Fortezza Nuova, fu quasi completamente ricostruito nel 1742 con l'aggiunta di una monumentale doppia rampa di scale ad opera di Bernardino Ciurini.
Tuttavia l'interramento dell'antico porticciolo, decretato nel 1698, rese disponibili ulteriori aree edificabili e così il fronte opposto alla facciata del Duomo venne chiuso da un raffinato edificio, una sorta di quinta che inglobava al suo interno tre edifici indipendenti (da qui il nome Tre Palazzi), che la critica ha attribuito a Giovan Battista Foggini.

### La piazza dall'Ottocento fino alla seconda guerra mondiale

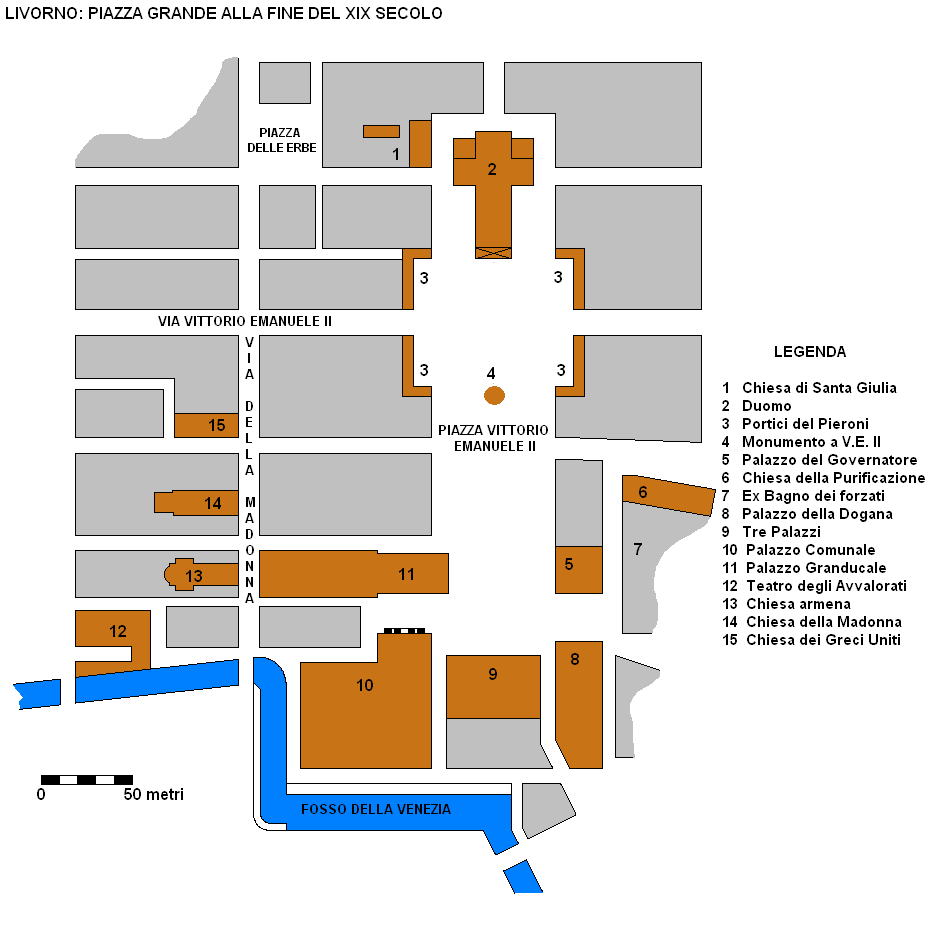
Planimetria di piazza Grande alla fine del XIX secolo

Nel corso dell'Ottocento la piazza d'Armi non subì particolari trasformazioni; nella prima metà del secolo l'unico intervento di rilievo è la ricostruzione del suddetto Palazzo del Governatore, divenuto sede del prefetto e di altri uffici amministrativi.
Con il Regno d'Italia la piazza venne intitolata a Vittorio Emanuele II e nel 1892 fu solennemente inaugurato il monumento equestre al medesimo sovrano, opera bronzea di Augusto Rivalta (oggi spostato davanti al Palazzo del Governo in seguito della costruzione del Palazzo Grande).

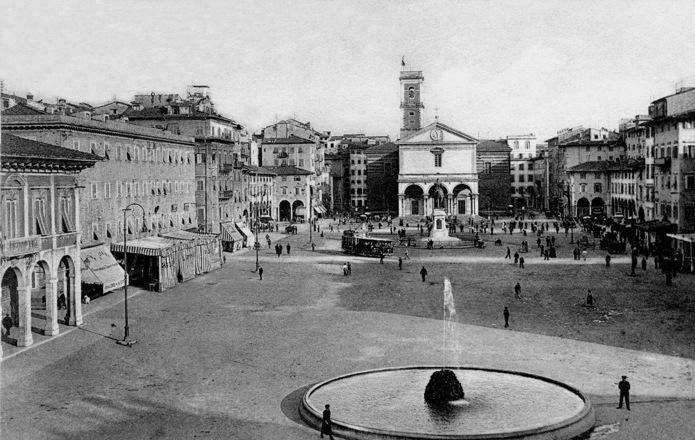
Piazza Grande nei primi del Novecento, con il duomo sullo sfondo

I primi anni del Novecento portarono invece alla trasformazione dell'area alle spalle del Duomo (via Cairoli), con la costruzione di due esedre intorno all'abside della chiesa medesima.
Tuttavia i piani elaborati dal regime fascista per la città prevedevano imponenti modifiche all'assetto urbanistico del centro storico.
Celebre è il progetto di Marcello Piacentini per il nuovo disegno della piazza e della via Grande, che prevedeva la realizzazione di portici lungo la strada e la chiusura della piazza sul lato settentrionale con un piccolo edificio.
Lo scoppio della seconda guerra mondiale non portò al concretizzarsi di questi progetti, ma non salvò Livorno, ed in particolare la piazza Grande, dalla distruzione.
I disastrosi bombardamenti del 1943-44 ridussero il Duomo, i Tre Palazzi ed il Palazzo Granducale, ad un cumulo di rovine, mentre tutti gli edifici intorno riportarono danni ingenti, a cominciare dalla vicina chiesa di Santa Giulia, innalzata a partire dal 1602 proprio ai margini della piazza.
Nonostante tutto tre dei quattro porticati attribuiti ad Alessandro Pieroni, sostenuti da leggere arcate a tutto sesto impostate su colonne tuscaniche, resistettero in buona parte alla forza delle bombe, ma non furono risparmiati dalla ricostruzione postbellica, quando furono definitivamente abbattuti, ad eccezione del loggiato di nord-est.

### La ricostruzione

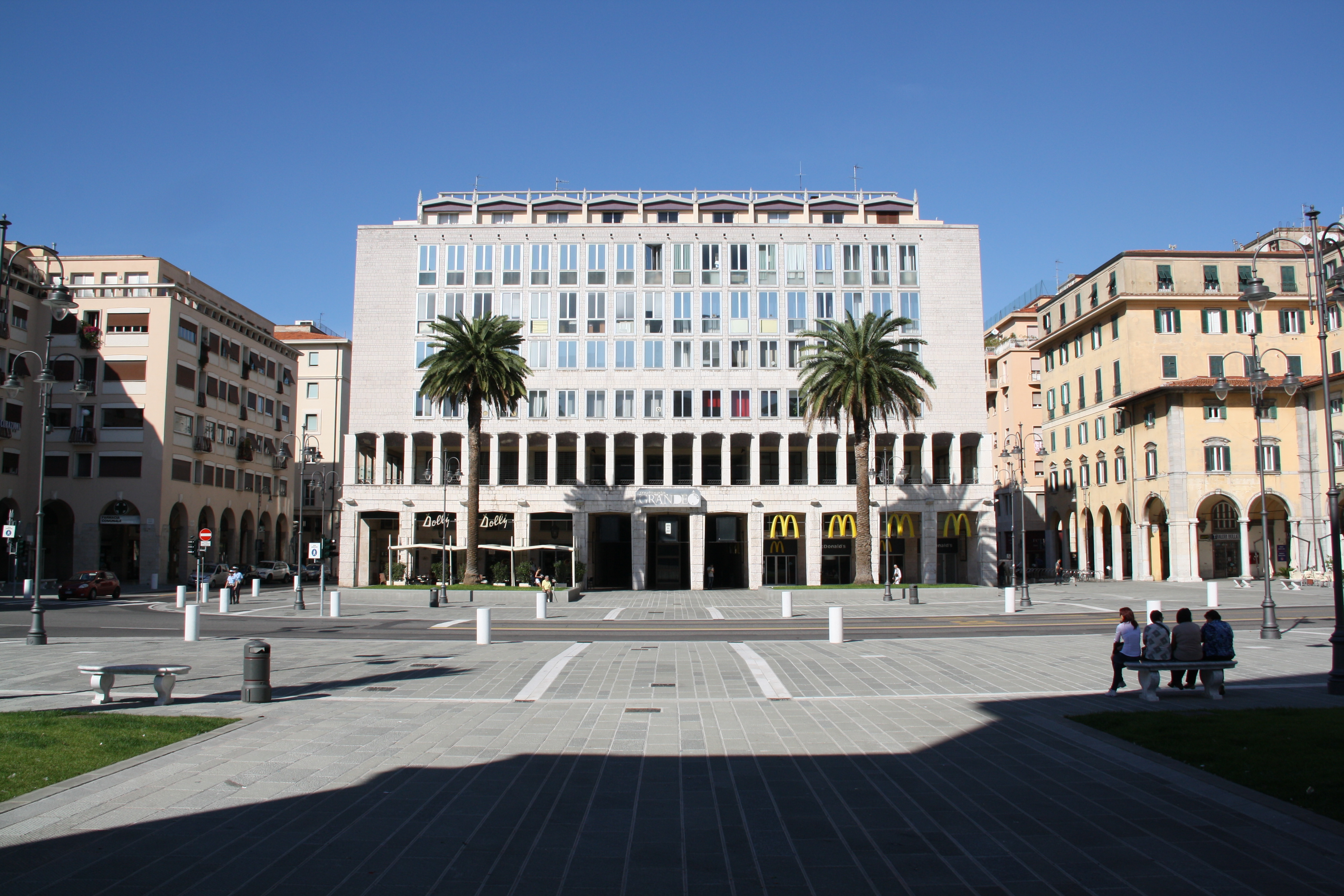
Piazza Grande con il "Nobile interrompimento" visto dal duomo

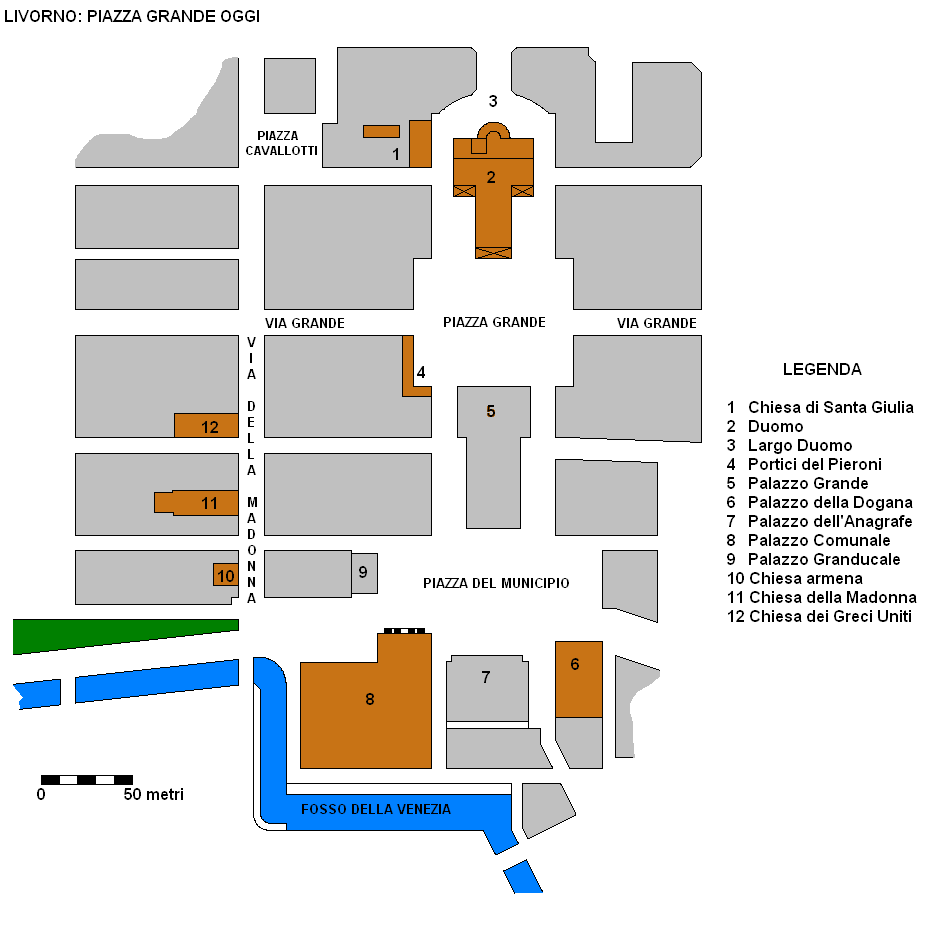
Piazza Grande oggi

La ricostruzione della piazza rappresenta una delle vicende più controverse del dopoguerra livornese ed è strettamente legata alle idee maturate prima del conflitto bellico.
Nel dicembre del 1945, l'architetto Petrucci propose di rovesciare l'edificio del Duomo portandolo sul lato opposto della piazza, con la facciata rivolta verso il colle di Montenero.
L'opposizione delle autorità religiose impedirono il concretizzarsi di questo audace progetto, pertanto, poco dopo, l'Ing. Roccatelli presentò un nuovo piano di ricostruzione del centro cittadino.
Per la ricostruzione di piazza Grande e dell'omonima via fu quindi indetto un concorso dal quale però non emerse alcun vincitore, ma furono estrapolate soltanto alcune soluzioni ritenute meritevoli, come quella di chiudere la piazza con un edificio porticato, separando così il Duomo dal Palazzo Comunale mediante la creazione di due spazi distinti (la piazza Grande davanti al Duomo e quella del Municipio davanti al Comune).
Il progetto del cosiddetto "Nobile interrompimento", ovvero il Palazzo Grande, fu redatto da Luigi Vagnetti, ma il disegno dell'architetto riguardava un edificio molto più vasto di quello previsto inizialmente; l'amministrazione comunale, per il timore di perdere i finanziamenti promessi da una società immobiliare per la ricostruzione del centro, approvò ugualmente il progetto tra le critiche di numerosi consiglieri, ed i lavori del palazzo, avviati nel 1950, furono conclusi già nel 1952.
Frattanto i porticati seicenteschi della piazza originaria furono in gran parte demoliti (compreso quello del Palazzo Granducale, ricostruito in posizione più arretrata) per far posto a nuovi palazzi; sul fianco destro del duomo sorse la nuova sede della Cassa di Risparmi di Livorno, progettata sempre da Vagnetti, secondo un modello derivato da quello dei palazzi rinascimentali, mentre Ghino Venturi, che aveva avuto fortuna nella Livorno dell'epoca fascista, fu protagonista della ricostruzione dei nuovi uffici comunali e del palazzo della Provincia.

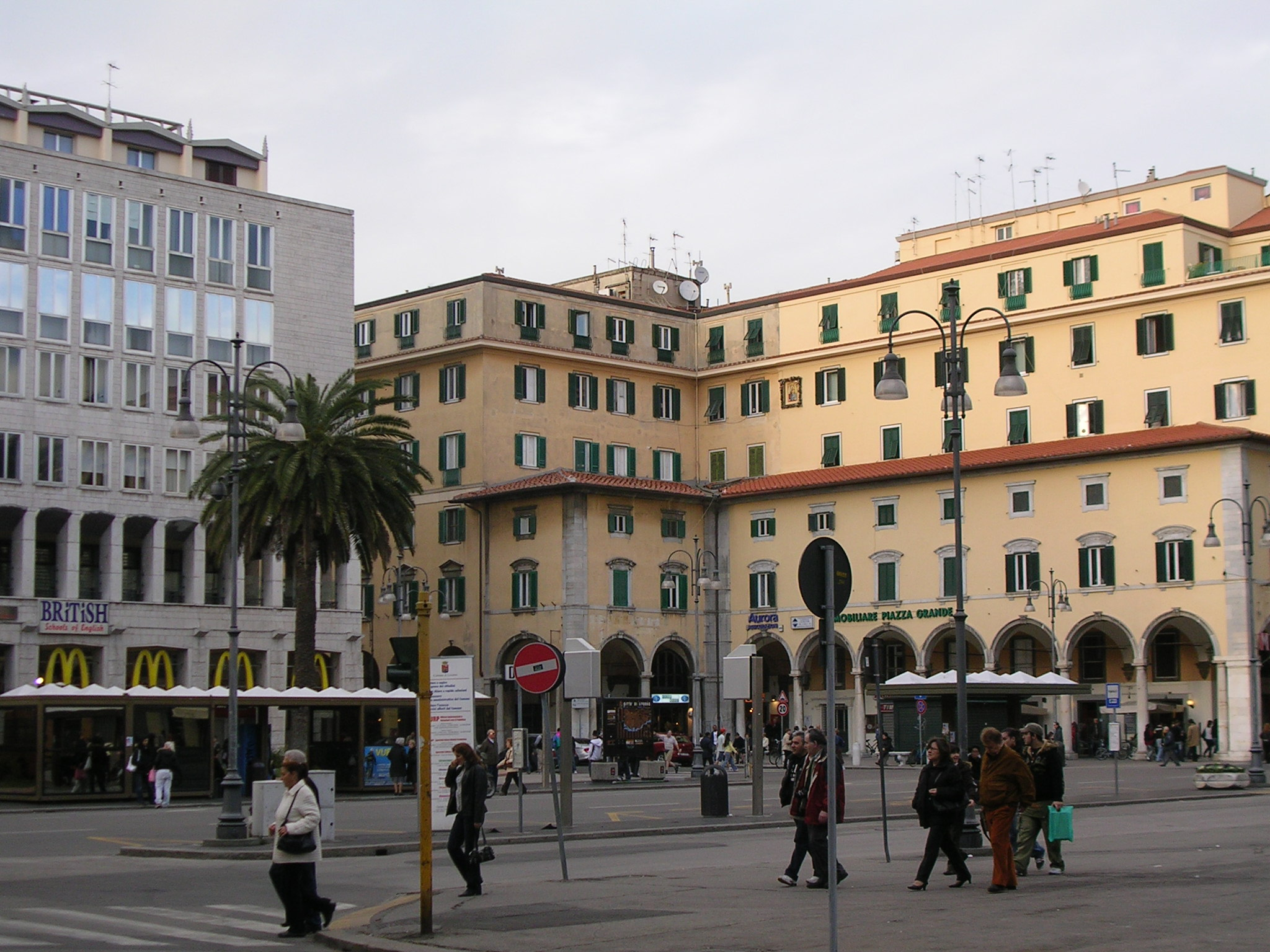
Palazzo Grande ed i portici del Pieroni

Le nuove costruzioni che si inserirono a margine della piazza (come il nuovo Palazzo dell'Anagrafe, sorto sui resti dei Tre Palazzi) e lungo la via Grande (che, scongiurata una prima ipotesi di allargamento, fu mantenuta della medesima larghezza e dotata di portici) furono aspramente criticate da numerosi studiosi. Bortolotti ad esempio avverte una stretta ed infelice relazione tra queste architetture ed i modelli proposti in epoca fascista, mentre, nei casi migliori, evidenzia echi tardivi del razionalismo europeo.
Eterogenei sono poi i giudizi sul Palazzo Grande: dalle asperrime critiche al linguaggio incline al barocchetto del Bortolotti, o al fuori scala dell'intervento del Matteoni, fa da contrappunto il giudizio del Banham che giudica positivamente la soluzione di Palazzo Grande, nel quale egli ravvede una tendenza all'eclettismo.
L'attuale assetto della piazza risale al settembre 2014, con la riqualificazione e pedonalizzazione di gran parte dell'area antistante alla cattedrale; un intervento che si è poi esteso alla limitrofa piazza del Municipio.

## Altre immagini

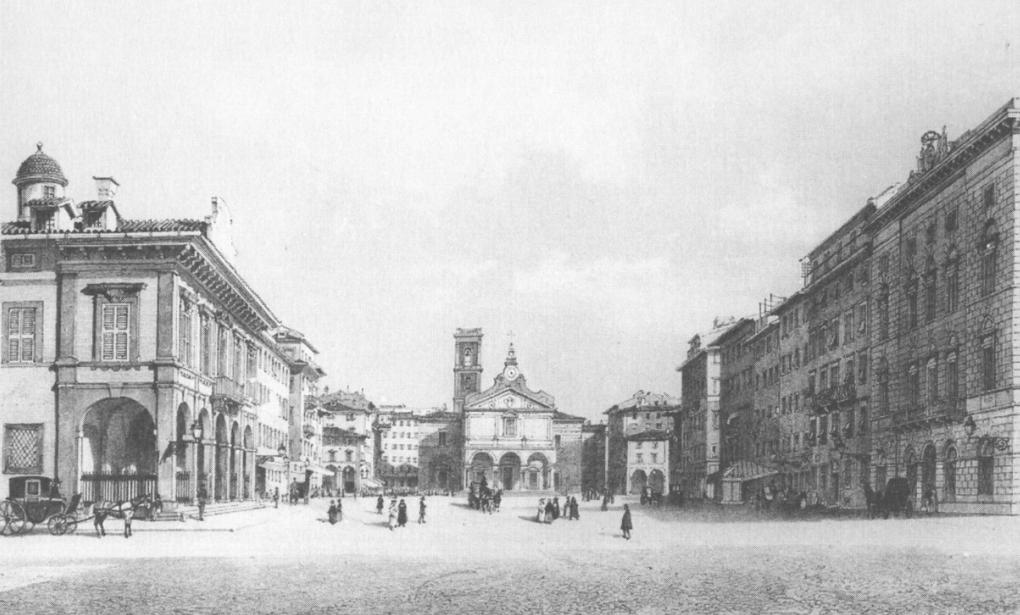
Piazza Grande in un'antica stampa
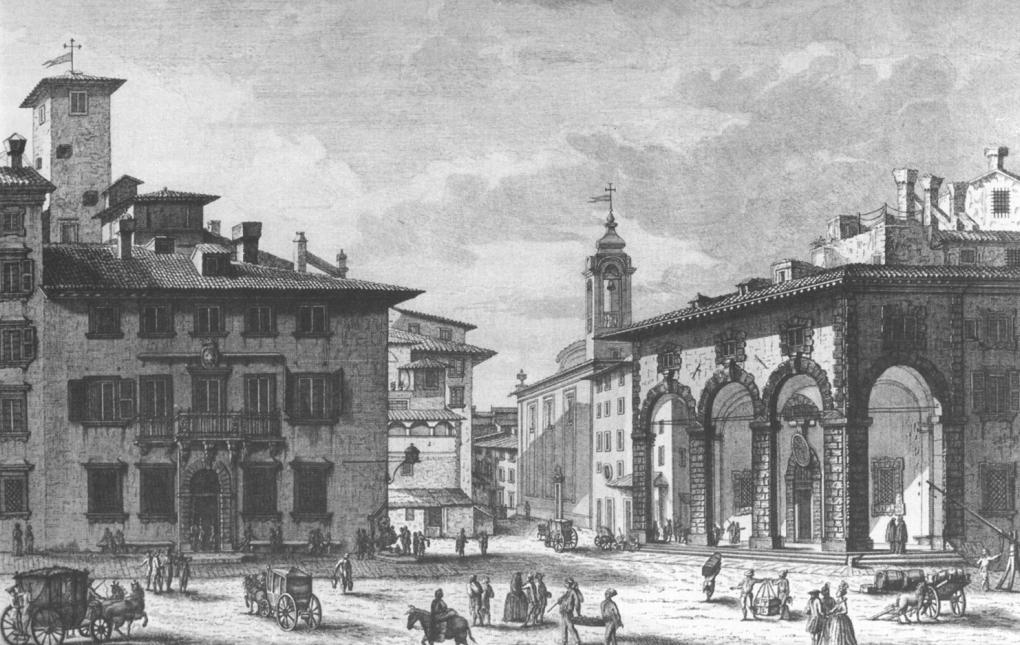
Palazzo del Governatore (prima del 1840) e Palazzo della Dogana
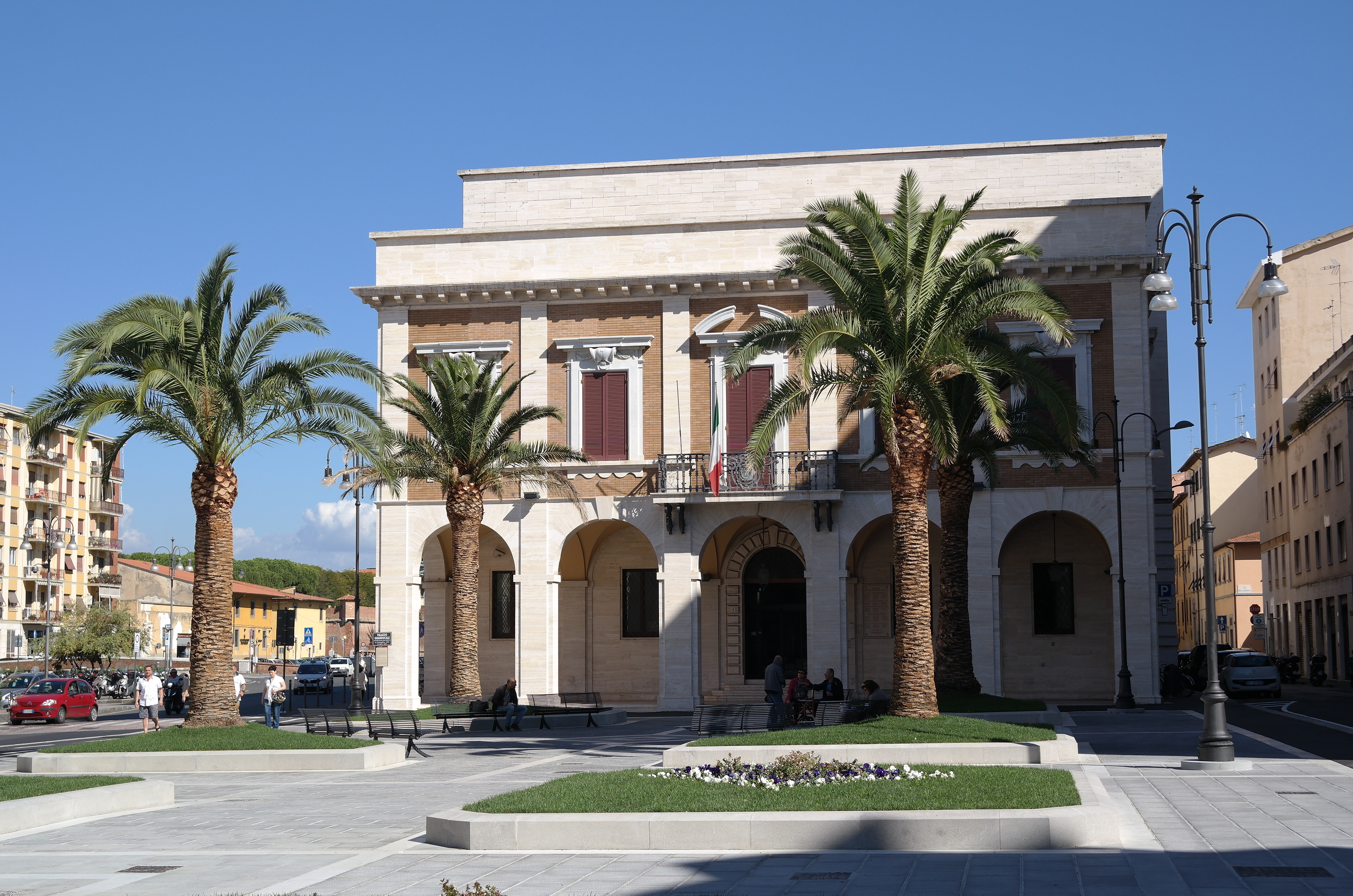
Palazzo Granducale, ricostruito sulla piazza del Municipio
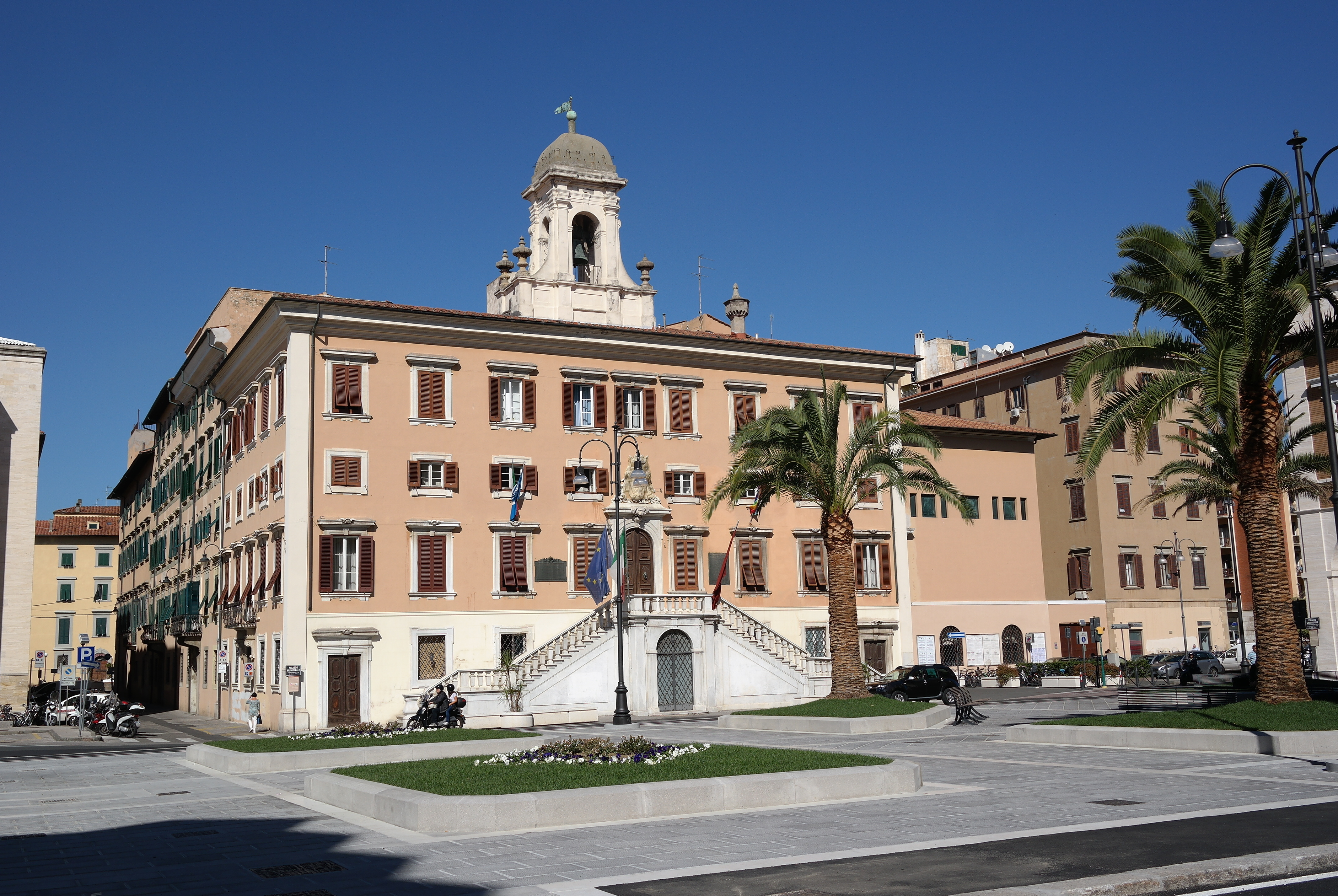
Il Palazzo Comunale, ora in piazza del Municipio